# Coupe Spengler 1930
Navigation
Édition précédente Édition suivante
La Coupe Spengler 1930 est la 8e édition de la Coupe Spengler. Elle se déroule en décembre 1929 à Davos, en Suisse.

## Règlement du tournoi
Les six équipes sont réparties en deux groupes de trois équipes chacun. Le groupe A est composé du LTC Prague, de l'Université d'Oxford et de l'Akademischer EHC Zürich. Le groupe B est composé du Hockey Club Davos, SC Riessersee, de l'Université de Cambridge.
Les équipes jouent un match contre chacune des autres équipe de son groupe. Les premiers de chaque groupe se rencontrent afin de déterminer le vainqueur de la Coupe Spengler.

## Résultats

### Phase de groupes

#### Groupe A
| Clt   | Équipe                  | PJ | V | VP | D | DP | BP | BC | Pts |
| ----- | ----------------------- | -- | - | -- | - | -- | -- | -- | --- |
| +001, | LTC Prague              | 2  | 2 | 0  | 0 | 0  | 14 | 0  | 4   |
| +002, | Université d'Oxford     | 2  | 1 | 0  | 1 | 0  | 7  | 3  | 2   |
| +003, | Akademischer EHC Zürich | 2  | 0 | 0  | 2 | 0  | 1  | 19 | 0   |

- Qualifié directement pour la finale

| décembre | Akademischer EHC Zürich | 1-7 | Université d'Oxford |  |

| décembre | Akademischer EHC Zürich | 0-12 | LTC Prague |  |

| décembre | LTC Prague | 2-0 | Université d'Oxford |  |

#### Groupe B
| Clt   | Équipe                  | PJ | V | VP | D | N | BP | BC | Pts |
| ----- | ----------------------- | -- | - | -- | - | - | -- | -- | --- |
| +001, | HC Davos                | 2  | 2 | 0  | 0 | 0 | 5  | 1  | 4   |
| +002, | Université de Cambridge | 2  | 1 | 0  | 1 | 0 | 4  | 4  | 2   |
| +003, | SC Riessersee           | 2  | 0 | 0  | 2 | 0 | 4  | 8  | 0   |

- Qualifié directement pour la finale

|  | SC Riessersee | 1-4 | HC Davos |  |

| décembre | Université de Cambridge | 4-3 | SC Riessersee |  |

| décembre | Université de Cambridge | 0-1 | HC Davos |  |

### Finale
| 31 décembre | LTC Prague | 4-1 (3:0, 1:1, 0:0) | HC Davos | Eisstadion Davos |

## Référence
Résultats de la saison sur Hockeyarchives